# Bilineariselater
Bilineariselater is een geslacht van kevers uit de familie  
kniptorren (Elateridae).
Het geslacht is voor het eerst wetenschappelijk beschreven in 2008 door Chang & Ren.

## Soorten
Het geslacht omvat de volgende soort:
- Bilineariselater foveatus Chang & Ren, 2008